# Синхронне плавання на літніх Олімпійських іграх 2020
Змагання з синхронного плавання на літніх Олімпійських іграх 2020 відбулись з 2 по 7 серпня 2021 року в Токійському водному центрі. До програми змагань входять дві дисципліни: змагання жіночих дуетів та змагання жіночих команд.

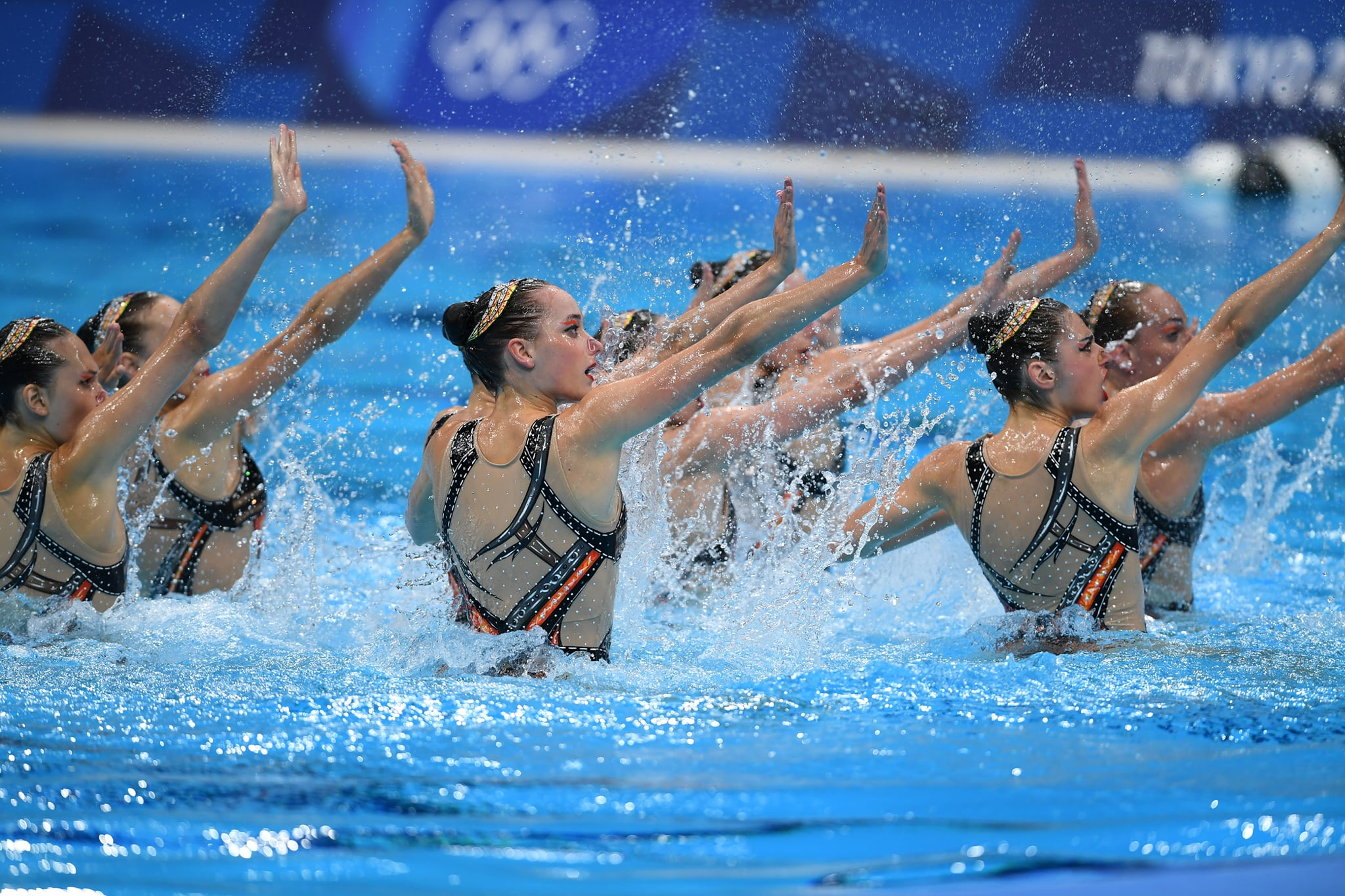

## Країни, що кваліфікувались
- Австралія  (8)
- Австрія  (2)
- Білорусь  (2)
- Велика Британія  (2)
- Греція  (8)
- Єгипет  (8)
- Ізраїль  (2)
- Іспанія  (8)
- Італія  (8)
- Казахстан  (2)
- Канада  (8)
- Китай  (8)
- Колумбія  (2)
- Ліхтенштейн  (2)
- Мексика  (2)
- Нідерланди  (2)
- Олімпійський комітет Росії  (8)
- ПАР  (2)
- США  (2)
- Україна  (8)
- Франція  (2)
- Японія  (9)

## Медалі

### Загальний залік
| Загальна кількість медалей | Загальна кількість медалей       | Загальна кількість медалей | Загальна кількість медалей | Загальна кількість медалей | Олімпійські кільця |
| Місце                      | Країна                           | Золото                     | Срібло                     | Бронза                     | Всього             |
| 1                          | Олімпійський комітет Росії (ROC) | 2                          | 0                          | 0                          | 2                  |
| 2                          | КНР                              | 0                          | 2                          | 0                          | 2                  |
| 3                          | Україна                          | 0                          | 0                          | 2                          | 2                  |

### Медалісти
| Дисципліна | Золото | Срібло | Бронза |
| ---------- | --- | --- | --- |
| Дуети      | Світлана Колесніченко Світлана Ромашина (ROC) | Хуан Сюечень Сунь Веньянь (CHN)                                                                               | Марта Фєдіна Анастасія Савчук (UKR) |
| Групи      | Влада Чигирьова, Світлана Ромашина, Світлана Колесніченко, Олександра Пацкевич, Алла Шишкіна, Марина Голядкіна, Марія Шурочкіна, Комар Поліна (ROC) | Сунь Веньянь, Хуан Сюечень, Го Лі, Лян Сіньпін, Лян Сіньпін, Їнь Ченсінь, Сяо Яньнін, Ван Цяньї, Фен Юй (CHN) | Анастасія Савчук, Марта Федіна, Єлизавета Яхно, Владислава Алексіїва, Марина Алексіїва, Ксенія Сидоренко, Катерина Резнік, Аліна Шинкаренко (UKR) |